# Acide tartrique
L'acide tartrique est le nom usuel de l'acide 2,3-dihydroxybutanedioïque qui a pour formule brute C4H6O6. C'est un acide α-hydroxylé. Sa formule semi-développée est HOOC-CHOH-CHOH-COOH.
L'acide tartrique est présent dans de nombreuses plantes. Il fut isolé pour la première fois en 1769, par le chimiste suédois Carl Wilhelm Scheele, qui fit bouillir du tartre avec de la craie et décomposa le produit en présence d'acide sulfurique. Il peut être synthétisé. C'est le principal acide du vin (provenant du raisin), sous sa forme naturelle c'est-à-dire L-(+).
Les ions tartrates sont utilisés dans la liqueur de Fehling pour tester la présence d'aldéhydes. Le tartrate de potassium évite une cristallisation du vin en bouteille, phénomène exploité dès l'Antiquité par les Grecs et les Romains.

## Chimie
L'acide tartrique possède deux atomes de carbone asymétriques mais ne possède que trois stéréoisomères car le (R,S)-acide tartrique est une forme achirale dite « méso » car possédant deux atomes de carbone asymétriques tout en ayant un centre de symétrie au milieu de ces deux atomes de carbone.
L'acide nitrique oxyde l'acide tartrique en acide oxalique, tandis que l'acide sulfurique concentré le convertit en acide acétique. Chauffé en présence de dioxyde de manganèse et d'acide sulfurique dilué, il se décompose en CO2 et en acide formique.
Une distillation à sec en présence d'hydrogénosulfate de potassium produit de l'acide pyruvique.

### Propriétés
Il se présente sous la forme de cristaux transparents incolores solubles dans l'eau. La présence d'acide tartrique peut être testée par le résorcinol. L'acide tartrique active la salivation ; il est légèrement laxatif et diurétique.
Les bases conjuguées de l'acide tartrique sont l'ion tartrate, −OOC-(CHOH)2-COO− et l'ion bitartrate ou hydrogénotartrate, HOOC-(CHOH)2-COO−. Ainsi un des sels les plus communs est le (2R,3R)-bitartrate de potassium, un énantiomère présent dans le raisin et le vin.

### Isomérie

Acide L-(+)-tartrique

Acide D-(−)-tartrique

Louis Pasteur a étudié l'activité optique des isomères optiques des tartrates.
La fermentation des jus de raisin produit sur la surface interne du récipient une croûte blanche de tartrate acide de potassium ou tartre brut. Ce dernier, bouilli en présence d'acide chlorhydrique dilué, précipite sous forme de tartrate de calcium, par addition d'hydroxyde de calcium. Son traitement par de l'acide sulfurique dilué libère la forme dextrogyre (+) de l'acide tartrique, composé qui fait tourner le plan de polarisation de la lumière polarisée vers la droite. L'acide L-(+)-tartrique a une température de fusion de 171 à 174 °C et est facilement soluble dans l'eau et l'alcool. Il est insoluble dans l'éther.
Il existe une autre forme de l'acide tartrique, l'acide D-(−)-tartrique (lévogyre). Cet autre énantiomère fait tourner le plan de polarisation de la lumière vers la gauche. Il fut préparé pour la première fois vers 1847 par Louis Pasteur dans le cadre de son doctorat, à partir du sel (double) d'ammonium et de sodium.
L'acide tartrique préparé en laboratoire est un mélange équimolaire des formes dextrogyre (+) et lévogyre (−). Ce mélange (acide DL-tartrique), dit racémique, du nom ancien de ce produit, l'acide racémique, ne modifie pas la direction du plan de polarisation de la lumière.
Il existe une troisième forme, l'acide mésotartrique, qui, achirale, ne modifie pas la direction du plan de polarisation de la lumière.

## Utilisations
Il est utilisé comme acide solide dans certains médicaments utilisés contre les indigestions et les maux de tête. Lorsqu'on les met dans l’eau, l'acide se dissout et réagit avec le bicarbonate de sodium pour libérer du dioxyde de carbone gazeux.
Il est utilisé dans l'alimentation comme additif alimentaire (numéro E334), principalement comme antioxydant, régulateur de pH et séquestrant. Il est autorisé dans la plupart des produits alimentaires et dans certains produits spécifiques tels que les produits de cacao et de chocolat, les confitures et gelées, les fruits et légumes en conserve, les pâtes fraîches et les biscuits et biscottes destinés aux nourrissons.
Il possède aussi une autre utilisation assez courante : dans certains cas précis, il permet, par ses propriétés de recristallisation (acide tartrique L-(+) et D-(–)), de séparer deux énantiomères.
En analyse gravimétrique, on utilise une solution d'acide tartrique pour précipiter le calcium, le potassium, le magnésium, la scandium, le strontium et le tantale.

## Illustrations

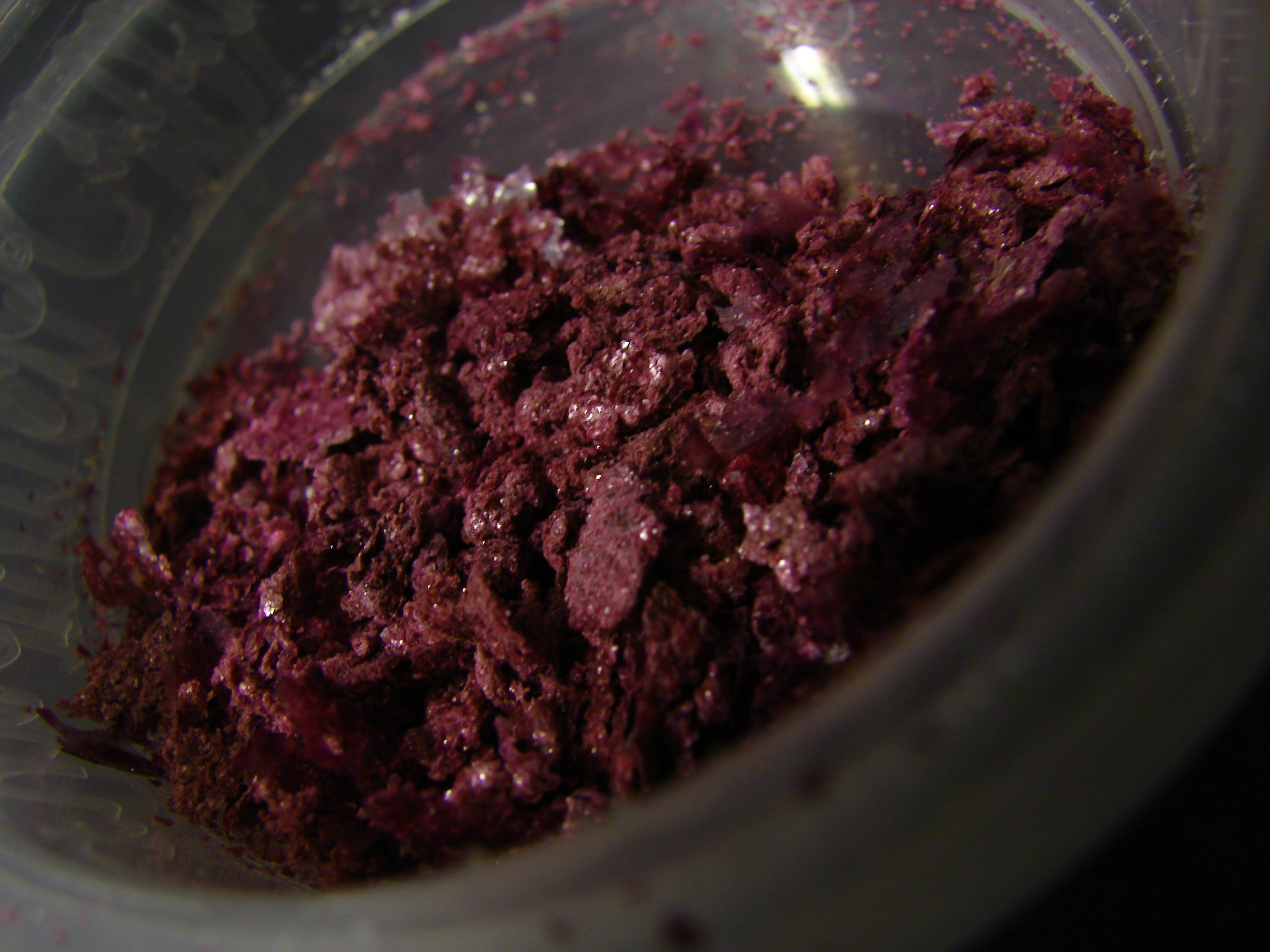
Acide tartrique brut issu du raisin
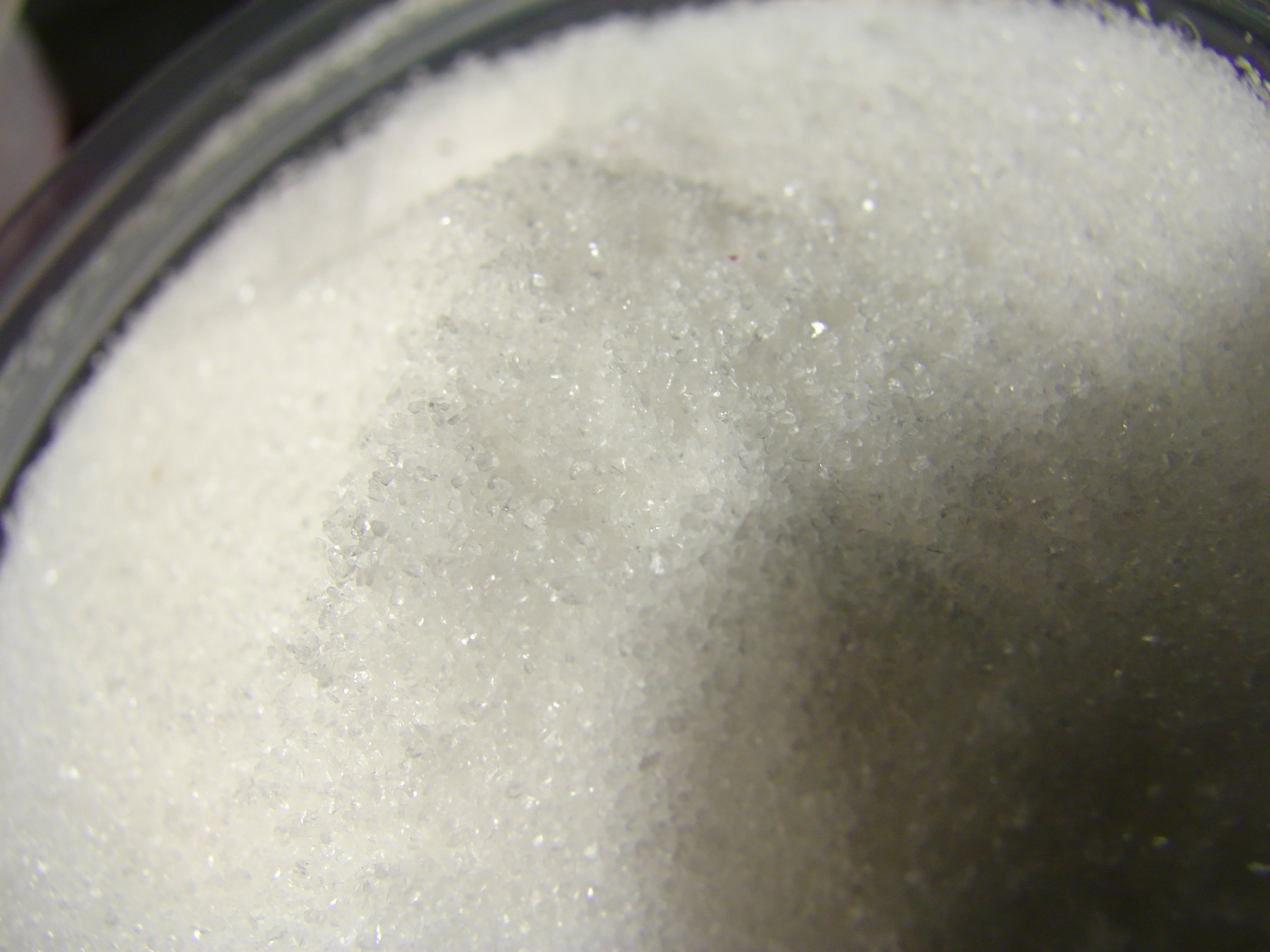
Acide tartrique commercialisé sous forme de poudre